# PC 게임
PC 게임(영어: PC game, personal computer game, computer game)은 아케이드 게임기나 비디오 게임기가 아닌 개인용 컴퓨터에서 즐길 수 있는 비디오 게임을 말한다. 컴퓨터 게임은 초창기 간단한 그래픽과 게임플레이를 갖춘 게임에서 보다 다양하고 시각적으로 진보한 게임으로 진화되어 왔다.
PC 게임은 한 명 이상의 개발자와 게임 아티스트 같은 다른 전문가들에 의해 만들어지며, 독립적으로 게임을 배포하거나, 다른 제3자를 통해서 게임이 배포된다. 게임 출시는 DVD, CD와 같은 물리 매체나 인터넷으로 다운로드가 가능한 셰어웨어, 또는 Direct2Drive나 스팀과 같은 온라인 배급 서비스를 통해 이루어진다. PC 게임을 사용자 컴퓨터에서 플레이하기 위해서는 특정 세대의 그래픽 처리 장치나 온라인 대전 플레이와 인터넷 접속을 위한 특수한 하드웨어를 요구하기도 한다. 이 시스템 요구 사양은 게임마다 다르다.

## 역사

### 초창기 성장

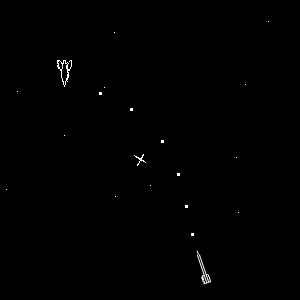
스페이스워! 게임 화면

최초 컴퓨터 게임들 중 하나는 1961년에 당시 MIT 학생인 Martin Graetz 그리고 Alan Kotok이 MIT 임원이던 Steve Russell과 같이 통계적인 계산에 사용되던 PDP-1 컴퓨터에서 실행되는 ‘스페이스워!’(Spacewar!)를 개발했다.
PC 게임의 첫 세대는 보통 플레이어가 컴퓨터 키보드로 명령을 입력해 컴퓨터와 소통하는 텍스트 모험 게임이나 쌍방형 소설이었다. 첫 텍스트 모험 게임인, ‘어드벤처’(Adventure)는 1976년에 Will Crowther가 PDP-11용으로 개발하고 1977년에 Don Woods가 확장했다. 1980년대 들어서, 개인용 컴퓨터들은 ‘어드벤처’와 같은 게임을 실행시키기에 충분한 능력을 가지게 되었으나, 이 때는 그래픽이 게임에서 가장 중요한 요소로 대두되기 시작했다. 나중에 게임들은 ‘풀 오브 레디언스’나 ‘바즈 테일’과 같은 SSI 골드 박스 게임에서 알 수 있듯이 기초적인 그래픽과 함께 텍스트 명령이 결합되었다.
1970년대 중반까지 크리에이티브 컴퓨팅 (나중에 컴퓨터 게이밍 월드) 같은 취미 생활자 그룹 그리고 게임 잡지들에 의해 게임들이 만들어지고 배포되었다. 이들 간행물들은 독자들로 하여금 코드를 제출함으로 격려하여 자신들의 소프트웨어와 경쟁하기 위해 컴퓨터에 타이핑하여 플레이할 수 있는 게임 코드를 제공했다.

### 게임 산업 위기
1980년대 초부터 비디오 게임 시장은 수많은 회사들이 시장에 진출하기 위해 만들어낸 수준 낮은 게임들이 범람했고 비디오 게임에 대한 소비자의 관심은 낮아졌으며 교육용 개인용 컴퓨터의 인기는 극적으로 상승했다. 이로 인해 수많은 미국 게임회사들이 도산하였고 이에 따른 헐값 처분된 게임들이 시장에 흘러들어가 정가 라인이 붕괴되고 있었다. 1987년, 미국에 닌텐도 NES가 발매될 때까지 시장은 침체기에 들어선다.

### 현재의 게임
1995년부터, 마이크로소프트 윈도우의 등장과 슈퍼 마리오 64 같은 3D 콘솔용 타이틀의 성공은 PC에서의 하드웨어 가속을 이용한 3D 그래픽에 대한 많은 관심을 불러 일으켰다. 그리고 얼마 안 가 그 결과로서 ATI Rage, 매트록스 Mystique 그리고 S3(현 S3그래픽스) ViRGE와 함께 이를 처리할 수 있는 솔루션이 생산되었다. 1996년 발매된 최초의 3인칭 슈팅 게임인 툼 레이더는 혁명적인 그래픽으로 칭찬을 받았다.
하지만, 마이크로소프트 윈도우 운영 체제의 주요 변경으로 오래된 MS-DOS용 게임들이 윈도우 NT, 윈도우 XP에서 도스박스 같은 에뮬레이터 없이는 게임을 즐길 수 없게 되었다. (이는 윈도우 9x 계열 운영 체제에서는 리얼 도스를 사용하지만 윈도우 NT 계열의 운영 체제에서는 가상 도스를 구현하는 NTVDM를 사용하는 것이 그 까닭이다.)
빠른 그래픽 가속기와 CPU 기술의 발전은 컴퓨터 게임의 사실도를 높였다. ATI의 레이디언 R300과 엔비디아의 지포스 6 시리즈는 개발자들이 현대 게임 엔진의 복잡한 작업을 증가할 수 있도록 하였다. PC 게임은 현재도 3D 그래픽을 향상시키기 위해 노력하고 있다.
또한 최근에 개발되는 게임은 거의 대부분 그래픽 이외에도 물리학적 연산의 수행으로 게임 내 등장하는 모든 객체의 사실적인 묘사를 위해 하복 물리 엔진 같은 물리 엔진 소프트웨어도 사용하고 있다.
2000년대 들어서 광대역 인터넷이 널리 보급되면서 여러 사람이 한 곳에 동시접속해 즐기는 온라인 게임 시장이 최근 발달하고 있다.

### 기타
컴퓨터 사용자의 대부분은 기본으로 설치되어 있는 오프라인 게임(체스, 인터넷 백게인, 스파이더 카드놀이, 핀볼, 오프라인 컴퓨터 게임 등)을 즐기고 있는 사용자와 새로 제작된 오프라인 게임을 즐길 수 있는 오프라인 컴퓨터 게임 사이트가 있고 그것을 이용하는 이용자가 있다.

## 같이 보기
- 싱글 플레이
- 멀티 플레이
- 컴퓨터
- e스포츠
- 온라인 게임